# Die Legion der Verdammten (1952)
Die Legion der Verdammten (Originaltitel: Les Miserables) ist ein US-amerikanisches Filmdrama aus dem Jahr 1952 von Lewis Milestone mit Michael Rennie und Debra Paget in den Hauptrollen. Der Film wurde von 20th Century Fox produziert und basiert auf dem Roman Die Elenden von Victor Hugo.

## Handlung
Frankreich, Mitte des 19. Jahrhunderts. Der Bauer Jean Valjean wird wegen Diebstahls eines Laibes Brot zu zehn Jahren auf einem Gefängnisschiff verurteilt. Die Lebensbedingungen an Bord sind schrecklich, dennoch lernt er mit Hilfe seines Mitgefangenen Genflou das Lesen. Mit seiner enormen Körperkraft kann er einem Gefangenen während eines Sturms das Leben retten. Der Aufseher Etienne Javert bemerkt Jeans Selbstlosigkeit.
Jean wird nach einiger Zeit auf Bewährung entlassen, muss aber stets einen gelben Ausweis mit sich führen, der ihn als vorbestraft kennzeichnet. Ziel- und heimatlos wandert er umher, bis er an einem Haus rastet, in dem der Bischof Courbet mit seiner Schwester lebt. Der Bischof versichert ihm, dass er trotz seiner Vergangenheit ein guter Mann sein kann. Trotz der fürsorglichen Behandlung stiehlt Jean Silberteller des Bischofs und verschwindet. Schon nach kurzer Zeit wird er festgenommen. Zu seiner Überraschung gibt der Bischof an, dass er Jean die Teller geschenkt habe. Er gibt ihm zudem einen silbernen Kerzenständer und fordert von Jean, dass der in Zukunft mit der gleichen Hilfsbereitschaft lebt.
Im Dorf Morvin versetzt Jean die Silberteller. Er stoppt eine durchgegangene Kutsche und rettet so einem kleinen Jungen das Leben. Er ist von der Dankbarkeit der Einwohner überwältigt. Im Gespräch mit dem Großvater des Jungen erfährt er, dass eine kleine Töpferei zum Verkauf steht. Zwar verletzt er seine Bewährungsauflage, weil er sich nicht, wie angeordnet, bei der Polizei in Orleans meldet, dennoch kauft er die Töpferei und lässt sich in Morvin nieder. In den nächsten sechs Jahren wird Jean, der sich als Monsieur Madeleine ausgibt und seine Vergangenheit nicht preisgibt, ein erfolgreicher und beliebter Geschäftsmann.
Die einzige Person, die Jeans Vorleben kennt, ist sein Vorarbeiter und Freund Robert, der ihn auffordert, der Bitte der Einwohner nachzugeben und das Amt des Bürgermeisters von Morvin anzutreten. Jean akzeptiert und kurze Zeit später bekommt Morvin Stadtrechte. Der Stadt wird ein Polizeiinspektor zugeteilt. Entsetzt erfährt Jean, dass der Posten an den ehemaligen Aufseher Javert vergeben wurde. Erleichtert stellt er aber fest, dass Javert ihn augenscheinlich nicht erkennt. Der Inspektor nimmt die Prostituierte Fantine fest. Ihr Flehen, dass sie ihre kleine Tochter versorgen muss, lässt ihn kalt. Jean wurde Zeuge der Festnahme und sucht Fantine im Gefängnis auf. Fantine macht ihn für ihr Schicksal verantwortlich, weil sie ihre Stelle in seiner Töpferei verlor, als herauskam, dass sie ein uneheliches Kind hat. Jean veranlasst ihre Freilassung und bringt die kleine Cosette nach Morvin zu ihrer sterbenskranken Mutter.
Javert gibt bekannt, dass er in einer Verhandlung gegen einen Mann namens Jean Valjean aussagen werde, der gegen seine Bewährungsauflagen verstoßen habe. Verwirrt geht Jean zum Gericht, wo ein einfacher alter Mann als Valjean identifiziert wird. Jean kann es nicht ertragen, dass ein unschuldiger Mann bestraft wird und gibt sich zu erkennen. Javert, der Jean schon von Beginn anerkannt hat, lächelt triumphierend. Jean kehrt in sein Haus zurück, um seine Angelegenheiten zu regeln. Er verspricht Fantine, dass Cosette immer beschützt werden wird. Javert kommt hinzu und unterbricht Jeans Erklärung. Seine Enthüllung von Jeans wahrer Identität verursacht einen Schock bei Fantine, an dem sie stirbt. Erzürnt packt Jean den Inspektor und würgt ihn bis zu Bewusstlosigkeit. Mit Roberts Hilfe kommen Jean und Cosette in einem Kloster außerhalb von Paris unter. Jean schickt Cosette, die er als seine Tochter ausgibt, zur Schule und arbeitet als Gärtner im Kloster. Mit der Zeit entwickelt sich Cosette zu einer jungen attraktiven Frau.
Eines Tages wird der Jurastudent Marius, der sich Aufständischen angeschlossen hat, bei einer Demonstration verletzt. Er entkommt der Polizei, indem er über die Klostermauer springt. Jean versteckt den jungen Mann und schon bald beginnt zwischen ihm und Cosette eine zarte Romanze. Jean befürchtet, dass durch Marius die Polizei auf ihn aufmerksam werden könnte. Er holt Cosette von der Schule und zieht mit ihr nach Paris. Dort hilft Robert, der sich um Jeans Vermögen kümmert, ein Haus zu kaufen. Zwar ist Cosette von der großen Stadt begeistert, doch sie sehnt sich auch nach Marius und beginnt sich, mit ihm zu treffen. Cosette, die Jeans Geschichte kennt, verbietet Marius aber, um ihre Hand anzuhalten. Zur gleichen Zeit kommt Jean zu dem Schluss, dass er nur in England sicher vor der Polizei ist. Cosette will bei Jean bleiben, was Marius so aufbringt, dass er Jean beschuldigt, mehr als nur väterliche Gefühle für Cosette zu hegen. Zornig eilt er zu einer Barrikade, die Demonstranten errichtet haben.
Javert wurde derweil nach Paris versetzt und soll mit seiner Polizeieinheit die Barrikaden entfernen. Am Abend fängt Jean einen Brief von Marius an Cosette ab, in dem er sie anfleht, nicht der Selbstsucht ihres Vaters nachzugeben. Jean eilt zu den Barrikaden und versichert Marius, dass er Cosette nur als Vater liebe und gibt der Hochzeit der beiden seinen Segen. Marius will jedoch seine Kameraden nicht verlassen. Javert wird von den Demonstranten gefangen genommen und vor Marius gebracht. Jean überzeugt Marius, dass er mit Javert verhandelt. Trotz Javerts Drohung, Jean weiterhin zu verfolgen, wird er freigelassen. Als Marius verletzt wird, trägt ihn Jean durch die Kanalisation in Sicherheit. Javert folgt den beiden und nimmt sie in Jeans Haus fest. Er weigert sich, einen Arzt für Marius holen zu lassen, woraufhin sich Jean beklagt, dass der Bischof Coubert Unrecht hatte mit seiner These, dass selbst der verabscheuungswürdigste Mensch etwas Gutes in sich habe. Nun akzeptiert Javert Jeans Versprechen, sich zu stellen, wenn ein Arzt für Marius geholt wird. Robert verspottet den Inspektor, dass der das Ehrenwort eines Verdächtigen akzeptiert. Verstört verlässt Javert das Haus. Jean folgt ihm, kann aber nicht verhindern, dass der Inspektor sich selbstmörderisch in die Seine wirft. Jean kehrt nach Hause zurück, in dem sich Cosette und der mittlerweile eingetroffene Arzt um Marius kümmern.

## Produktion

### Hintergrund
Gedreht wurde der Film vom 26. Dezember 1951 bis Mitte Februar 1952 in den Fox-Studios in Century City.
Fox bot James Mason die Rolle des Javert an, der jedoch ablehnte. Darryl F. Zanuck schlug daraufhin Orson Welles vor. Zudem schlug er vor, dass Lewis Milestone zusammen mit Henry King und Ray Baker Regie führte.

### Stab
J. Russell Spencer und Lyle R. Wheeler oblag die künstlerische Leitung. Thomas Little und Walter M. Scott waren für das Szenenbild zuständig, Dorothy Jeakins für die Kostüme. Verantwortliche Toningenieure waren Roger Heman sr. und Arthur von Kirbach. Gerd Oswald arbeitete als Regieassistent. Musikalischer Direktor war Alfred Newman, Paul Salamunovich leitete den Chor.

### Besetzung
In kleinen nicht im Abspann erwähnten Nebenrollen traten Robert Adler, Merry Anders, Heinie Conklin, Leslie Denison, John Dierkes, Mary Forbes, Creighton Hale, Olaf Hytten, Lester Matthews, Sean McClory, Jack Raine, June Tripp in ihrer letzten Filmrolle, Norma Varden als Madame Courbet und Ian Wolfe auf. Ebenfalls unerwähnt blieb Patsy Weil als Cosette im Kindesalter.

## Synchronisation
| Rolle                | Schauspieler            | Deutscher Synchronsprecher |
| -------------------- | ----------------------- | -------------------------- |
| Jean Valjean         | Michael Rennie          | Ernst Wilhelm Borchert     |
| Cosette              | Debra Paget             | Christel Merian            |
| Etienne Javert       | Robert Newton           | Hans Hinrich               |
| Bischof Courbet      | Edmund Gwenn            | Walter Werner              |
| Fantine              | Sylvia Sidney           | Eva Eras                   |
| Marius               | Cameron Mitchell        | Sebastian Fischer          |
| Robert               | James Robertson Justice | Hans Emons                 |
| Brevet               | Rhys Williams           | Franz Nicklisch            |
| Genet                | Alfred Linder           | Walter Bluhm               |
| Mentou               | Lester Matthews         | Eduard Wandrey             |
| Madame Courbet       | Norma Varden            | Ursula Krieg               |
| vorsitzender Richter | Ian Wolfe               | Otto Stoeckel              |

Anmerkung: Die kursiv geschriebenen Namen sind Rollen und Darsteller, die nicht im Abspann erwähnt wurden.

## Veröffentlichung
Die Premiere des Films fand am 14. August 1952 statt. In der Bundesrepublik Deutschland kam er am 13. März 1953 in die Kinos, in Österreich am 29. Mai 1953.

## Kritiken
Der Filmkritiken-Aggregator Rotten Tomatoes hat in einer Auswertung von über 100 User-Kritiken ein Publikumsergebnis von 43 Prozent positiver Bewertungen ermittelt.
Das Lexikon des internationalen Films schrieb: „Seriöse Neuverfilmung des Romans "Die Elenden" von Victor Hugo, der zeigt, wie formalistische Rechtsauffassung im Einzelfall zum Unrecht werden kann..“
A. H. Weiler von der The New York Times fand den Film weitgehend fachmännisch gefertigt. Er mache aber nur wenige Versuche, tiefer zu gehen. Drehbuch und Regie breiten jedoch zusammen die Action effektiv aus. Die Produzenten haben keinen Müll ausgegraben, jedoch auch kein Gold.